# Steinradierung
Die Steinradierung ist ein lithografisches Verfahren, bei dem die Zeichnung mit einer Nadel in den Stein geritzt und anschließend kurz tiefgeätzt wird. Die haarfeinen Linien sind im Druck eher dunkelgrau als tiefschwarz und liegen erhaben auf dem Papier.
Als Erfinder des Verfahrens gilt der Maler und Grafiker Rudolf Schulte im Hofe (1865–1928). Zu den Künstlern, die diese Technik benutzten, gehörten u. a. Gerhard Altenbourg und Martin Junge (Maler).